# Капуя

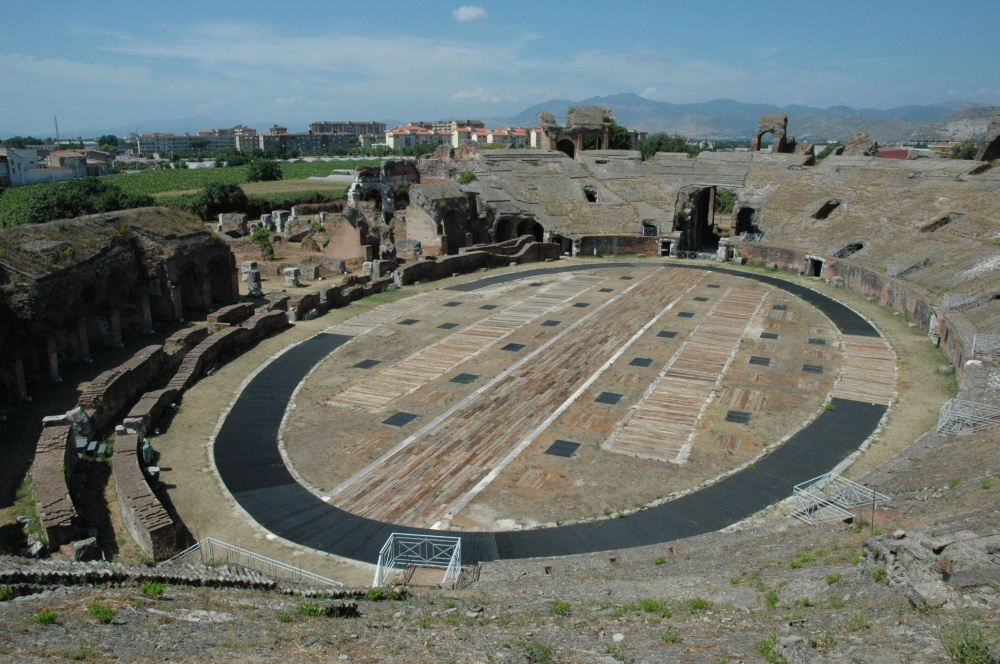
Амфітеатр в Капуї.

Капуя (італ. Capua) — муніципалітет в Італії, у регіоні Кампанія, провінція Казерта.

## Назва
Засновником і епонімом міста Капуя є Капіс (грец. Κάπυς) — дарданський герой, син Ассарака, батько Анхіса, дід Енея

## Географія
Капуя розташована на відстані близько 170 км на південний схід від Рима, 30 км на північ від Неаполя, 11 км на захід від Казерти.
Населення — 18 948 осіб (2014).
Щорічний фестиваль відбувається 5 лютого. Покровитель — Свята Агафія (також відома як Агата Сицилійська).

## Демографія
Населення за роками:

Станом на 1 січня 2023 року в муніципалітеті офіційно проживали 1523 іноземці з 60 країн, серед них 328 громадян країн Євросоюзу та 254 громадяни України.

## Сусідні муніципалітети
- Беллона
- Казерта
- Кастель-ді-Сассо
- Кастель-Морроне
- Граццанізе
- Понтелатоне
- Сан-Приско
- Сан-Таммаро
- Санта-Марія-Капуя-Ветере
- Санта-Марія-ла-Фосса
- Вітулаціо